# Montserrado
Montserrado is een van de 15 county's van Liberia. De county telde in 2007 al bijna één miljoen inwoners en heeft daarmee de grootste bevolking van de Liberiaanse county's. Montserrado meet verder ruim 2700 vierkante kilometer en heeft Bensonville als hoofdstad. In Montserrado is eveneens de nationale hoofdstad Monrovia gelegen.

## Geschiedenis
Montserrado was samen met Grand Bassa een van de twee originele county's van Liberia die bij grondwet werden gecreëerd op 5 januari 1839. Bij de nieuwe grondwet van 26 juli 1847 werd onder meer het territorium Marshall gecreëerd dat behoorde tot de county Montserrado. Bij schatting in 1947 telde de county meer dan 1,23 miljoen inwoners. Rond 1982 werd een deel van het grondgebied van Montserrado gebruikt voor de vorming van het territorium Gibi. Het territorium Bomi behoorde toen eveneens tot de county. Die telde bij de census van begin 1984 544.878 inwoners. Nog rond dat jaar werd Bomi als county afgesplitst van Montserrado. Een jaar later, in 1985, werden de territoria Marchall en Gibi samengevoegd en afgesplitst in de county Margibi.

## Grenzen
Montserrado is aan de kust gelegen:
- Van de Atlantische Oceaan in het zuidwesten.

De county heeft verder drie grenzen met andere county's:
- Met Bong in het noorden.
- Met Margibi in het (zuid)oosten.
- Met Bomi in het (noord)westen.

## Districten
De county bestaat uit vier districten:
- Careysburg
- Greater Monrovia
- St. Paul River
- Todee

Bomi · Bong · Gbarpolu · Grand Bassa · Grand Cape Mount · Grand Gedeh · Grand Kru · Lofa · Margibi · Maryland · Montserrado · Nimba · River Cess · River Gee · Sinoe